# 외환위기
외환위기(currency crisis)란 어떤 국가의 중앙은행에 해당 국가의 고정환율을 유지할 수 있을 정도의 외환보유고가 없다는 의심이 드는 상황이다. 이 유형의 경제위기는 대개 외환시장의 환투기 세력의 투기공격을 수반한다. 외환위기는 만성적인 국제수지 적자의 결과이기도 하며, 그래서 국제수지위기(balance of payments crisis)라고도 한다. 대개 외환위기가 일어난 국가의 통화가 평가절하되면서 위기가 끝난다.
역사적으로 대표적인 외환위기로는 바이마르 공화국 초인플레이션, 1994년 멕시코 경제위기, 1997년 아시아 금융위기, 1998년 러시아 금융위기, 1999년-2002년 아르헨티나 경제위기, 2016년 베네수엘라 경제위기, 2018년 터키 외환부채위기 등이 있었다.